# Paul Mathieu (militaire)
Pour les articles homonymes, voir Mathieu et Paul Mathieu.

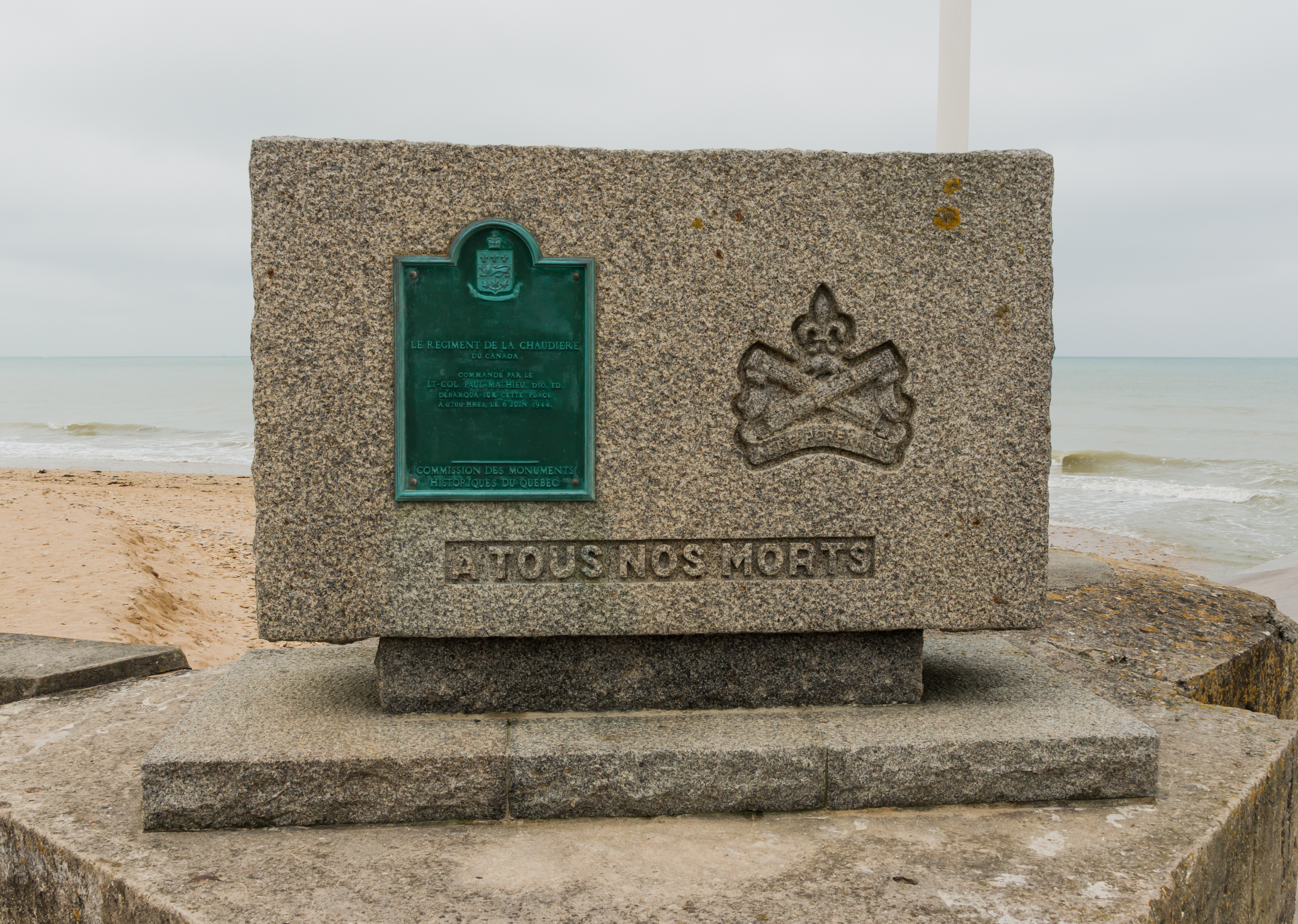
Le monument aux morts du Régiment de la Chaudière à Juno Beach, Calvados, Normandie, France.

Paul Mathieu (1907-1976) est un militaire canadien. Pendant la Seconde Guerre mondiale, il est le commandant du Régiment de la Chaudière lors du débarquement de Normandie et des combats suivants.

## Biographie
Né à Québec, il fait ses études au Séminaire de Québec et à l'université Laval, puis travailla pour la société Royal Trust de 1930 à 1939. Au service de l'armée canadienne pendant la Deuxième Guerre mondiale, il est envoyé en Europe où il commande le régiment de la Chaudière à titre de lieutenant-colonel. C'est à la tête de son unité qu'il débarque sur la plage de Bernières-sur-Mer (Juno Beach), en Normandie, le 6 juin 1944.
À la tête de son régiment, il participe à la bataille de Normandie, dont la bataille de Caen, de juin à août 1944. Après avoir participé à la campagne de l'Escaut en octobre et novembre 1944, il revient au Canada avec le grade de colonel. Il reçoit notamment la médaille de l'Ordre du Service distingué. En 1947, le colonel Mathieu est nommé sous-ministre de la Défense nationale à Ottawa.

## Hommages
La rue du Colonel-Mathieu a été nommée en son honneur en 1951 dans l'ancienne ville de Sillery  maintenant fusionnée avec la ville de Québec.

## Sources
- Planifier le jour J - Radio-Canada
- répertoire des rues de la ville de Québec
- « Historique du Régiment de la Chaudière, Défense nationale »(Archive.org • Wikiwix • Archive.is • Google • Que faire ?)